# 工藤綾乃
工藤綾乃（1996年5月28日—）是一位日本女演員，出身於宮崎縣，隸屬藝能事務所奧斯卡傳播旗下。她在2009年8月參加了第12屆全日本國民美少女比賽，獲得冠軍。

## 出演

### 電視劇
- 鈴木老師（2011年4月25日－6月27日，東京電視台）：飾演
- HUNTER～那些女子，賞金獵人～ 第1集（2011年10月11日，關西電視台）：飾演 井坂黎（高中時期）
- 旅行作家茶屋次郎9（日语：旅行作家・茶屋次郎）（2011年11月30日，東京電視台）：飾演
- 工作大未來—從13歲開始迎向世界（2012年1月13日－3月9日，朝日電視台）：飾演 若槻葵
- 黑板～與時代戰鬥的教師們～（日语：ブラックボード〜時代と戦った教師たち〜） 第2夜（2012年4月6日，TBS）：飾演 川上早苗
- 黑之女教師 第3集（2012年8月3日，TBS）：飾演 白石杏
- Limit 界限（2013年7月12日－9月27日，東京電視台）：飾演 [2]
- 變身訪問者的憂鬱（日语：変身インタビュアーの憂鬱）（2013年10月21日－12月23日，TBS）：飾演 夷鈴子
- 投資者Z（2018年7月13日，東京電視台）：飾演 リン・コウメイ
- 東京放置食堂（日语：東京放置食堂）（2021年9月16日－11月4日，東京電視台）：飾演 小宮山渚
- 超人力霸王奧米加（2025年7月5日-，東京電視台）：飾演 一道步[3][4]

### 電影
- 劇場版 怪談餐館（2010年8月）：飾演 ，主演[1]
- 電影 鈴木老師（2013年1月）：飾演
- 空之境界（日语：空の境界 (2013年の映画)）（2013年2月）：飾演 小堺美奈
- 牙狼-GARO- 神ノ牙-KAMINOKIBA-（2018年1月6日）：飾演 鈴子

### 寫真集
- ayano（2012年5月28日，WANI BOOKS，攝影：熊谷貫）(ISBN 978-4847044632[5])

## 外部連結
- プロフィール （页面存档备份，存于） - オスカープロモーション
- プロフィール （页面存档备份，存于） - Official Blog & SNS by beamie
- プロフィール - オスカー電子カタログ
- 工藤綾乃的Instagram帳戶
- 工藤綾乃オリジナル待受画像「国民的美少女」 （页面存档备份，存于）